# Kalski Greben
Kalski Greben – szczyt w Alpach Kamnickich, w Słowenii. Otaczają go dolina Kokra na zachodzie, dolina Kamniskiej Bistricy na wschodzie, główne pasmo Alp Kamnickich na północy oraz kotlina Ljubljańska na południu. Sam szczyt leży w drugorzędnym grzbiecie odchodzącym prawie prostopadle od głównego (gdzie leżą między innymi Grintovec i Jezerska Kočna) w kierunku południowym.